# Lamine Yamal
Lamine Yamal Nasraoui Ebana (Esplugues, 2007. július 13. –) spanyol válogatott csatár, az FC Barcelona játékosa. Yamal, aki labdaérzékéről, gólhelyzet-teremtő képességéről és távolról kapuba tekert góljairól ismert, a világ egyik legjobb aktív játékosának számít.
Yamal a La Masia ifiakadémia tagja volt, mielőtt bekerült volna a Barcelona első csapatának keretébe a 2023–2024-es szezonban. Ő lett a legfiatalabb játékos, akit Aranylabdára jelöltek (17 évesen), és 2024-ben elnyerte a Kopa-díjat is, amelyet a világ legjobb fiatal játékosának ítélnek oda. A következő szezonban Yamal kulcsszerepet játszott abban, hogy a Barcelona triplázni tudott és megnyerte a spanyol bajnokságot, a spanyol királykupát és a spanyol szuperkupát is.
Yamal több korosztályban is képviselte Spanyolországot a nemzetközi porondon, és 2023-ban bemutatkozott a felnőttválogatottban is, ezzel 16 évesen ő lett a valaha volt legfiatalabb játékos, aki pályára lépett és gólt is szerzett a spanyol válogatott színeiben. Meghívták Spanyolország keretébe a 2024-es labdarúgó-Európa-bajnokságra is, ahol kulcsszerepet játszott Spanyolország negyedik Eb-címének elhódításában, és elnyerte a torna legjobb fiatal játékosának járó díjat. Nemzetközi pályafutása során több rekordot is megdöntött, többek között ő a legfiatalabb játékos, aki Európa-bajnokságon játszott, illetve gólt is szerzett (mindkettő 16 évesen) és aki Eb-döntőben is pályára lépett (17 évesen).

## Fiatalkora
Yamal Esplugues de Llobregat városában született, Barcelona tartományban, marokkói apa és egyenlítői-guineai anya gyermekeként. Fiatalkora nagy részét Barcelonában töltötte.

## Pályafutása

### Barcelona

#### Az utánpótlás csapatokban
2014-ben hét évesen csatlakozott a La Masiára, Yamal nagyon gyorsan az akadémia egyik legjobbja lett. A 2022–2023-as szezon közben többször is a felnőtt csapattal edzett, először 2022 szeptemberében, több fiatal tehetséggel együtt. Ugyan nem írta alá első szerződését, Xavi, a Barcelona edzője egyértelműen kedvelte játékát. Május 6-án mutatkozott be a tartalékcsapatban, egy héttel azt követően, hogy a felnőtt csapatban már helyet kapott, a CD Eldense elleni 2–2-es spanyol harmadosztályú találkozón.

#### 2023–2024: Áttörés a felnőtt csapatba
2023. április 23-án legfiatalabb játékosként került be a meccskeretbe; 15 évesen és 284 naposan az Atlético Madrid ellen a La Liga 2022–2023-as idényében. Április 29-én debütált hazai környezetben a Real Betis elleni 4–0-ra zárult bajnoki második félidejének 84. percében, Gavit váltva; 15 évesen és 290 naposan a klub történetének negyedik, de bajnoki mérkőzéseken legfiatalabb játékosa lett. Május 14-én nyerte el első trófeáját a csapat színeiben, hiszen tagja volt a bajnoki címet nyert Barcelona keretnek. Mindezek ellenére a győzelmet nem ünnepelhette társaival, hiszen éppen az U17-es spanyol válogatott színeiben szerepelt.
2023. augusztus 20-án lépett pályára először kezdőként a csapat színeiben, a Cádiz elleni 2–0-ás végeredményű találkozón, a csapat történetének legfiatalabb kezdőjeként, 16 évesen és 38 naposan. Öt perccel a találkozó vége előtt cserélték le, teljesítményét állva tapsolta az Estadi Olímpic Lluís Companys. Következő kezdőként szereplése után a mérkőzés játékosának választották, azt követően, hogy nagy szerepet játszott Gavi és Robert Lewandowski góljaiban a Villarreal elleni győzelem során, augusztus 28-án. 16 évesen és 45 naposan ő lett a legfiatalabb játékos a spanyol bajnokság történetében, aki gólpasszt tudott adni. 2023. szeptember 5-én jelölték a Golden Boy-díjra, annak ellenére, hogy csak öt bajnoki szerepléssel rendelkezett.
Szeptember 19-én második legfiatalabbként lépett pályára Bajnokok Ligája-mérkőzésen az Antwerpen ellen 5–0-ra zárult találkozón, csereként a 68. percben az első gólt szerző, João Félix-et váltotta.
2023. október 2-án meghosszabbították a szerződését 2026 nyaráig, a kivásárlási díja 1 milliárd euró.
Október 4-én, a Porto elleni 1–0-ás Bajnokok Ligája-mérkőzésen a legfiatalabb kezdőjátékosként lépett pályára; 16 évesen és 83 naposan.
Négy nap múlva megszerezte profi pályafutása első gólját a Granada elleni 2–2-es találkozó első félidejének hosszabbításában. Minden idők legfiatalabb gólszerzője lett a La Liga-történelmében, míg a klub történetében harmadik ezen kategóriában; 16 évesen és 87 naposan.
2024. október 28-án megnyerte a fiatal Európában játszó tehetségeknek járó Raymond Kopa-díjat.

## Válogatott karrier

### Utánpótlás csapatok
Többszörös korosztályos válogatott. 2022-ben tagja volt az U15-ös csaptnak, ahol hat mérkőzésen kétszer volt eredményes. Ezek mellett játszott az U16-os, az U17-es és az U19-es válogatottakban is.
2023-ban helyet kapott az U17-es Európa-bajnokságon szereplő keretben, négy gólt szerzett a torna során. Spanyolország az elődöntőig menetelt, ahol Franciaországtól kapott ki, 3–1-re.

### A felnőtt válogatottban
2023 szeptemberében minden idők legfiatalabb spanyol játékosaként behívták a felnőtt csapatba. Szeptember 8-án debütált Grúzia vendégeként 7–1-es győztes Eb selejtező mérkőzésen. Az első félidő 44. percében Dani Olmót váltotta, majd a 74. percben történelmi gólt szerzett; 16 évesen és 57 naposan a válogatott legfiatalabb játékosa és gólszerzője lett, Gavi rekordjait megdöntve. Ezek mellett a legfiatalabb játékos lett, aki egy Európa-bajnoki selejtezőn betalált, megdöntve Gareth Bale rekordját (17 év, 83 nap).

## Játékstílusa
Yamal ballábas csatár, kiemelkedő labdakezelési, passzolási és gólszerzői képességekkel. Középcsatárként, támadó középpályásként és jobbszélsőként is tud játszani.
Sok korábbi La Masia-tehetséghez hasonlóan hasonlították Lionel Messihez, illetve egyes esetekben Ansu Fatihoz is.

## Statisztika

### Klubcsapatokban
2025. május 25-i állapot szerint
| Klub             | Szezon           | Bajnokság          | Bajnokság | Bajnokság | Kupa  | Kupa  | Nemzetközi | Nemzetközi | Egyéb | Egyéb | Összes | Összes |
| Klub             | Szezon           | Liga               | Mérk.     | Gólok     | Mérk. | Gólok | Mérk.      | Gólok      | Mérk. | Gólok | Mérk.  | Gólok  |
| ---------------- | ---------------- | ------------------ | --------- | --------- | ----- | ----- | ---------- | ---------- | ----- | ----- | ------ | ------ |
| Barcelona B      | 2022–23          | Primera Federación | 1         | 0         | —     | —     | —          | —          | 2     | 0     | 3      | 0      |
| Barcelona        | 2022–23          | La Liga            | 1         | 0         | 0     | 0     | 0          | 0          | 0     | 0     | 1      | 0      |
| Barcelona        | 2023–24          | La Liga            | 37        | 5         | 1     | 1     | 10         | 0          | 2     | 1     | 50     | 7      |
| Barcelona        | 2024–25          | La Liga            | 35        | 9         | 5     | 2     | 13         | 5          | 2     | 2     | 55     | 18     |
| Barcelona        | Összesen         | Összesen           | 73        | 14        | 6     | 3     | 23         | 5          | 4     | 3     | 106    | 25     |
| Karrier összesen | Karrier összesen | Karrier összesen   | 74        | 14        | 6     | 3     | 23         | 5          | 6     | 3     | 109    | 25     |

Jegyzetek
1. ↑  Mérkőzése(i) a Primera Federación rájátszásában
2. 1 2  Mérkőzése(i) a(z) Bajnokok Ligájában
3. ↑  Mérkőzése(i) (a(z) Supercopa-ban

### A válogatottban
2025. június 5-i állapot szerint
| Spanyolország | Spanyolország | Spanyolország |
| Év            | Mérk.         | Gólok         |
| ------------- | ------------- | ------------- |
| 2023          | 4             | 2             |
| 2024          | 13            | 1             |
| 2025          | 3             | 3             |
| Összesen      | 20            | 6             |

Gólok a válogatottban
| # | Dátum               | Helyszín                                   | Vál. | Ellenfél      | Eredmény | Végeredmény          | Kiírás                            |
| - | ------------------- | ------------------------------------------ | ---- | ------------- | -------- | -------------------- | --------------------------------- |
| 1 | 2023. szeptember 8. | Borisz Paicsadze Stadion, Tbiliszi, Grúzia | 1    | Grúzia        | 7–1      | 7–1                  | 2024-es Európa-bajnoki selejtező  |
| 2 | 2023. november 16.  | Alphamega, Limassol, Ciprus                | 3    | Ciprus        | 1–0      | 3–1                  | 2024-es Európa-bajnoki selejtező  |
| 3 | 2024. július 9.     | Allianz Arena, München, Németország        | 13   | Franciaország | 1–1      | 2–1                  | 2024-es Európa-bajnokság          |
| 4 | 2025. március 23.   | Mestalla, Valencia, Spanyolország          | 19   | Hollandia     | 3–2      | 3–3 (h. u.) (b. 5–4) | 2024–2025-ös UEFA Nemzetek Ligája |

## Sikerei, díjai
Barcelona
- La Liga: 2022–2023[44], 2024–2025
- Spanyol szuperkupa: 2025

Spanyol válogatott
- Európa-bajnokság: 2024

Egyéni
- La Liga – A hónap U23-as játékosa: 2023. augusztus[45]